# Stenele solimara
Stenele solimara là một loài bướm đêm trong họ Geometridae.